# 萌えカレ!!
『萌えカレ!!』（もえカレ!!）は池山田剛による日本の漫画作品。『少女コミック』（小学館）にて、2005年3.4合併号から2006年14号まで掲載された。単行本は全7巻。

## ストーリー
若宮ひかるは、少女漫画やアニメが大好きないわゆる「オタク」で本物の恋とは全く無縁な女の子。そんなある日、道端で男子高校生の集団に絡まれてしまったひかる。そこへ偶然通りかかった壱川新に助け出され喜んでいたが、ひかるは新にファーストキスを奪われてしまう。突然の出来事に落ち込むひかるだったが…?

## 登場人物
※担当声優は、ドラマCD版・デジタルコミック版でのもの。
若宮ひかる（わかみや ひかる）
声 - 山本麻里安
ミーハーな所もあるが温和で明るい女の子。初登場時は中学3年生でアニメ・漫画オタクだったが、宝に恋をしてオタク卒業。以来、宝一筋となる。宝がいる高校を受験して、合格。新には告白されるが、嘘の一言で流す。すぐに高校1年生になり、物語が進むにつれて進級する。空手部所属。父・母・弟の4人家族。宝と別れて落ち込んでしまったが、それを慰めてくれた新に惹かれるようになる。
本田宝（ほんだ たから）
声 - 森田成一
ひかるより1つ年上で、硬派で真面目。合コンで友達に騙されてひかるに会うが、新がひかるにいきなりキスをしていたため、ものすごく嫌われる。その後ひかるが誤解に気付いて謝りに行くところから、親密になっていく。新とは異母兄弟。空手部所属。父は亡くなっている。左腕に痣がある。美形な体格は男子空手部員、ひかるの両親でさえ一目惚れするほどである。ある事件でひかると別れることになるが…?
壱川新（いちかわ あらた）
声 - 立花慎之介
ひかると同じ年で、宝とは異母兄弟。ある理由で宝を物凄く嫌う。宝と同様左腕に痣がある。宝とそっくりであるが、瞳は青。このことを理由にひかるに対して新は二重人格であると発言していた。高校に入るまでは、宝のふりをして女遊びをするが、高校生になってひかるをしっかり認識するとやめる。入試での成績がトップだったため、高校入学時に入学生代表の式辞を述べるが、そこで思いがけない発言をしてしまった。女遊びをしていた頃に偶然出会ったひかるからファーストキスを奪っている。空手部所属。登場時は絵に描いたような凶暴極悪少年だったが、ひかると関わっていくにつれ、人間らしい優しさを見せるようになる。母親がイギリス人と日本人のハーフ。両親共に亡くなっており、現在一人暮らし。一年で茶帯を取るほど空手は強い。
小早川亜美（こばやかわ あみ）
ひかる、新の同級生で宝の幼馴染。宝とは中学2年生まで同じ空手道場にいた。ひかるが高校1年生のときに転校してくる。空手も勉強もできるが、宝に告白する時にそれは全部宝のためだったことがわかる。クリスマスイブの日に宝をかばい、交通事故に遭って入院していたが、ひかるが2年になった時退院する。空手部所属。宝と付き合っているひかるに冷たかったが決して性格が悪い訳ではない、根は素直な女の子。

## 番外編
- 萌えパフェ!!（2005年『少女コミック』本誌15号）
- 新の鬱で幸せな一夜（2005年『少女コミック』増刊8月15日号）
- 萌えカレ!!キャストによるシンデレラ（2005年『少女コミック』増刊10月15日号）
- 「萌えカレ!!」番外編（2006年『少女コミック』本誌16号）

## エピソード
作者が『機動戦士ガンダムSEED』のファンである事もあり、『ガンダムSEED』ネタが作中に出てくる事があった。その影響もあり、情報雑誌『アニメディア』（学研）の「アニメ化して欲しい原作作品ランキング」に入った事がある（ちなみに2006年11月号）が、このランキングに入る少女漫画は、たいてい種村有菜の作品か白泉社の作品だったので、これは大変珍しい事である。